# わんニャンどうぶつ病院2
『わんニャンどうぶつ病院2』（わんニャンどうぶつびょういん2）は、日本コロムビアより2012年8月2日に発売されたニンテンドー3DS用ソフト。2010年10月28日にニンテンドーDSにて発売された『わんニャンどうぶつ病院』の続編。

## 登場人物
イガワ サトシ

カミヤ ユウスケ

ムライ カズマ

ミズノ ハルナ

いんちょう

オオトリ ツバサ

カワサキ ヒカル

ヨーコ